# Opheodrys vernalis
Opheodrys vernalis är en ormart som beskrevs av Harlan 1827. Opheodrys vernalis ingår i släktet Opheodrys och familjen snokar.

## Utseende
Vuxna exemplar är 33 till 60 cm långa. Fjällen på ovansidan har en intensiv grön färg vad som är unik för nordamerikanska ormar. Huvudet har en grön ovansida och en vitaktig undersida. Undersidans färg varierar mellan vit och gul. Som undantag kan enskilda exemplar ha en brun eller tanfärgad ovansida.

## Utbredning
Arten förekommer i sydöstra Kanada och nordöstra USA samt glest fördelad i centrala USA. Två avskilda populationer lever i södra Texas kring Houston respektive i norra Mexiko. Habitatet utgörs av ängar och andra gräsmarker som ibland översvämmas, av öppna fuktiga skogar, av träskmarker, av buskskogar i bergstrakter, av vilande jordbruksmark och av annan ödemark.

## Ekologi
Denna orm håller sin vinterdvala ibland i övergivna myrstackar. Honor lägger ägg som göms under förmultnande träbitar, i jordhålor eller bakom stenar. Vinterdvalan varar från senare oktober till mars. Ibland övervintrar Opheodrys vernalis tillsammans med andra ormar i samma gömställe. Individerna är dagaktiva men vid höga temperaturer vilar de mitt på dagen. Födan utgörs av olika insekter som kompletteras med snäckor och med groddjur.
Parningen sker under våren och sommaren. Honan lägger 3 till 13 per tillfälle och flera honor kan lägga sina ägg i ett större näste tillsammans. Äggen blandas däremot inte ihop. Äggen kläcks efter 4 till 30 dagar. Honan har förmåga att uppta äggen igen under tiden. Ungarna blir efter ett år könsmogna. Livslängden i naturen är okänd. Exemplar i fångenskap levde 6 år.

## Status
I några regioner påverkar landskapsförändringar beståndet negativt. Opheodrys vernalis hittas i flera skyddszoner. IUCN kategoriserar arten globalt som livskraftig.

## Underarter
Arten delas in i följande underarter:
- O. v. blanchardi
- O. v. vernalis
- O. v. borealis